# Urodzeni wczoraj (film 1950)
Urodzeni wczoraj (ang. Born Yesterday, 1950) – amerykański komediodramat w reżyserii George’a Cukora, oparty na podstawie sztuki pod tym samym tytułem autorstwa Garsona Kanina. Scenariusz został napisany przez Alberta Mannheimera.
Skorumpowany potentat przenosi się wraz z kochanką do Waszyngtonu, gdzie będzie próbował skorumpować kongresmena. Zatrudnia on dziennikarza, aby wykształcić swoją dziewczynę.
Film otrzymał pięć nominacji do Oscara, jednak ostatecznie otrzymał jedną nagrodę, dla najlepszej aktorki pierwszoplanowej.
W 1993 roku powstał remake obrazu z Melanie Griffith w roli głównej.

## Obsada
- Judy Holliday jako Emma „Billie” Dawn
- Broderick Crawford jako Harry Brock
- William Holden jako Paul Verrall
- Howard St. John jako Jim Devery
- Frank Otto jako Eddie
- Larry Oliver jako kongresmen Norval Hedges
- Barbara Brown jako pani Hedges
- Grandon Rhodes jako Sanborn
- Claire Carleton jako Helen

i inni

## Nagrody i nominacje
23. ceremonia wręczenia Oscarów
- najlepsza aktorka pierwszoplanowa − Judy Holliday
- nominacja: najlepszy film
- nominacja: najlepszy reżyser − George Cukor
- nominacja: najlepszy scenariusz adaptowany − Albert Mannheimer
- nominacja: najlepsze kostiumy, czarno-białe − Jean Louis

8. ceremonia wręczenia Złotych Globów
- najlepsza aktorka w filmie komediowym lub musicalu − Judy Holliday
- nominacja: najlepszy film dramatyczny
- nominacja: najlepszy reżyser − George Cukor

12. Międzynarodowy Festiwal Filmowy w Wenecji
- nominacja: Złoty Lew − George Cukor